# Henri Douxami
Pour les articles homonymes, voir Douxami.
Henri Douxami, né le 15 septembre 1871 à Laval et mort le 20 mars 1913 à Lille, est un géologue, minéralogiste et normalien français.

## Biographie
Henri Douxami est le fils de Pierre Douxami (1848-1931), praticien et de Marie Deschamps. Élève du lycée de Laval, il est reçu à l'École normale supérieure à dix-sept ans. Il est agrégé de sciences naturelles à 22 ans, et boursier d'État à la faculté des sciences de Lyon. Il a commencé sa carrière de géologue pétrographe par de nombreuses études sur les terrains du Dauphiné, de la Savoie et de la Suisse occidentale. Il est docteur es sciences de l'université de Lyon en 1896, professeur de lycée et à l'École centrale de Lyon de 1896 à 1901.
Professeur de géologie et de minéralogie à l'université de Lille et directeur des études à l'Institut industriel du Nord (École centrale de Lille) de 1902 à 1913, il est devenu président de la Société géologique du Nord.

## Ses frères
Henri Douxami est le frère de Marcel Douxami (1879-1929),, ingénieur chimiste et directeur de la Compagnie des mines de La Lucette, mort dans l'incendie d'une galerie de sa mine le 29 janvier 1929. Au début de la Première Guerre mondiale, alors que la demande d'antimoine est en forte croissance, pour les débouchés militaires, la Compagnie des mines de La Lucette lui confie une étude sur les minerais d'antimoine de la région du Khéneg, en Algérie, qui permettra de déboucher sur l'ouverture de mines importantes.
Son autre frère est Ferdinand Douxami (1874-1925), lieutenant de vaisseau.